# Rachida Ferdjaoui
Rachida Ferdjaoui, née en 1965, est une athlète algérienne. 

## Biographie
Aux Championnats panarabes d'athlétisme 1983 à Amman, Rachida Ferdjaoui est médaillée d'or du 100 mètres et du 200 mètres.
Rachida Ferdjaoui remporte la médaille d'argent du 400 mètres haies lors des championnats d'Afrique 1984 à Rabat.
Elle est aussi médaillée d'or du 400 mètres haies aux championnats du Maghreb de 1986, ainsi que médaillée d'argent du 200 mètres et médaillée de bronze du 400 mètres haies aux championnats du Maghreb de 1983.
Elle est sacrée championne d'Algérie du 100 mètres et du 200 mètres en 1983, 1985 et 1988, du 400 mètres en 1985 et du 400 mètres haies en 1986.